# Magdalena Damaske-Dawid
Magdalena Damaske-Dawid (ur. 19 lutego 1996 w Rumi) – polska siatkarka, grająca na pozycji przyjmującej, młodzieżowa reprezentantka kraju. Jej młodsza siostra Paulina, również jest siatkarką.

## Kariera sportowa
Zdobywczyni złotego medalu na mistrzostwach Europy kadetek w 2013 roku. Od sezonu 2014/2015 była zawodniczką PGE Atomu Trefla Sopot, występująca w rozgrywkach Młodej Ligi Kobiet i Orlen Ligi. W latach 2017–2020 zawodniczka Legionovii Legionowo. W sezonie 2020/2021 występowała w drużynie Energa MKS Kalisz. W sezonie 2021/2022 była ponownie zawodniczką Legionovii Legionowo. W sezonie 2022/2023, do 1 stycznia 2023, reprezentowała Radomkę Radom. 8 stycznia 2024 roku poinformowała, że kończy siatkarską karierę.

## Sukcesy klubowe

### Młodzieżowe
Mistrzostwa Polski Kadetek:
- 2013[10]

Mistrzostwa Polski Juniorek:
- 2013[11], 2014[12]

Młoda Liga Kobiet:
- 2015[13], 2016

### Seniorskie
Puchar Polski:
- 2015

Puchar CEV:
- 2015

Orlen Liga:
- 2015, 2016

## Sukcesy reprezentacyjne
Mistrzostwa Europy Wschodniej EEVZA:
- 2012[14]

Mistrzostwa Europy Kadetek:
- 2013[5]

## Inne sukcesy
- 2013 - awans z reprezentacją Kadetek na Mistrzostwa Europy[15]

## Nagrody indywidualne
- 2013: MVP i najlepsza atakująca Mistrzostw Polski Kadetek[16][16]
- 2013: MVP i najlepsza punktująca Mistrzostw Polski Juniorek[17][17]
- 2014: Najlepsza przyjmująca Mistrzostw Polski Juniorek